# Phlyaria tenuimarginata
Phlyaria tenuimarginata är en fjärilsart som beskrevs av Karl Grünberg 1908. Phlyaria tenuimarginata ingår i släktet Phlyaria och familjen juvelvingar. Inga underarter finns listade i Catalogue of Life.